# Alfredo Brilhante da Costa
Alfredo Brilhante da Costa, appelé plus couramment Brilhante (né le 5 novembre 1904 à Rio de Janeiro et mort le 8 juin 1980), était un joueur brésilien de football qui jouait défenseur.

## Biographie
Pendant sa carrière, il a joué deux fois à Bangu et au Vasco da Gama.
Il joue la coupe du monde 1930 en Uruguay avec le Brésil, sélectionné par l'entraîneur Píndaro de Carvalho.

## Palmarès

### Club
- Championnat Carioca : 2

Vasco da Gama : 1924, 1929